# Каменский, Алексей Игоревич
Алексе́й И́горевич Каме́нский (род. 11 января 1983, Барнаул) — российский стрелок из пневматической винтовки. Участник летних Олимпийских игр 2012 года.

## Биография
Стрельбой Алексей Каменский стал заниматься в 1995 году. На молодёжном уровне Алексей стал четырёхкратным чемпионом Европы, а также дважды завоёвывал награды на чемпионатах мира. В июне 2012 года Алексей выиграл чемпионат России в стрельбе из пневматической винтовки с 10 метров и смог завоевать путёвку на летние Олимпийские игры.
В августе 2012 года Алексей Каменский принял участие в летних Олимпийских играх в Лондоне. В соревнованиях по стрельбе из пневматической винтовки российский стрелок набрал 594 очка и не смог преодолеть квалификацию, заняв только 15-е место.
Является сотрудником ЦСКА, начальник команды — старший тренер спортивной команды по стрелковым видам спорта, имеет воинское звание — подполковник.

## Личная жизнь
- Отец — Игорь Каменский, заслуженный тренер России по пулевой стрельбе, брат — Сергей Каменский (род. 1987 г.) также занимается стрельбой из винтовки.
- Живёт и тренируется в городе Наро-Фоминск Московской области.

## Награды
- Юбилейная медаль «100 лет Центральному спортивному клубу Армии» (11 июля 2023) — за разумную инициативу, усердие и отличие по службе, добросовестное исполнение трудовых обязанностей[4].